# Monumento a Ernest Hemingway (Pamplona)
El monumento a Ernest Hemingway es un monumento conmemorativo dedicado al escritor estadounidense Ernest Hemingway situado en Pamplona, capital de Navarra. Está situado en el Paseo de Hemingway, junto a la Plaza de toros Monumental de Pamplona, al principio del Segundo Ensanche de Pamplona, dedicado igualmente al novelista desde el 12 de septiembre de 1967 y que recorre el espacio exterior noroeste de la plaza de toros entre las calles Amaya y Aralar.

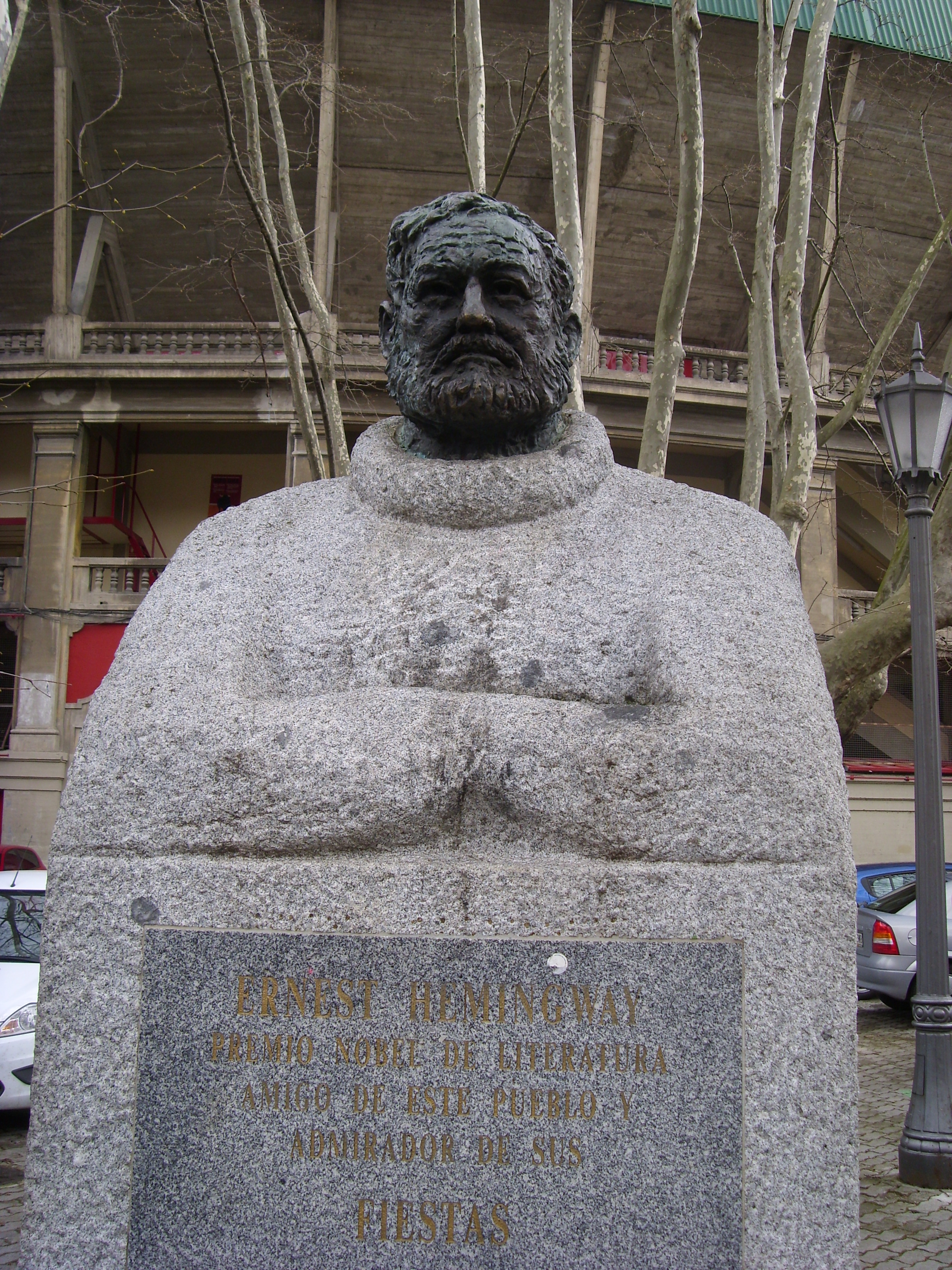
El monumento en 2010.

## Ubicación
Se colocó la escultura dentro del paseo, al principio del mismo, junto a la entrada por el callejón por el que cada mañana el encierro sanferminero accede al coso taurino.

## Historia
Es un monumento en honor al escritor estadounidense Ernest Hemingway, quien contribuyó en la difusión a nivel mundial de las fiestas de San Fermín con su frecuentes visitas y sus novelas. Fue realizado por el escultor Luis Sanguino en 1968 y está realizado en granito. Para su realización se inspiró en una famosa imagen del escritor realizada en 1957 por el fotógrafo canadiense Yousuf Karsh.
En el pedestal lleva una inscripción que originalmente era solo en español y que en la actualidad está acompañada por otra en euskera:
| «Ernest Hemingway. Premio Nobel de Literatura. Amigo de este pueblo y admirador de sus fiestas, que supo describir y propagar. La Ciudad de Pamplona. San Fermín. 1968.» |

La inauguración el monumento se realizó el 6 de julio de 1968, tras el tradicional chupinazo de inicio de las fiestas, siendo entonces alcalde de Pamplona Ángel Goicoechea Reclusa. En el acto estuvo presente la viuda del autor norteamericano, Mary Welsh. No faltó al acto tampoco La Pamplonesa ni la banda municipal de txistularis interpretando el Agur Jaunak.
Aunque no es pública, existe en Pamplona otra estatua de Hemingway, realizada por el escultor navarro José Javier Doncel, en un anexo del Café Iruña que se llama precisamente El rincón de Hemingway y que recuerda bastante a otra estatua del novelista que colocada en el bar Floridita de La Habana (Cuba).

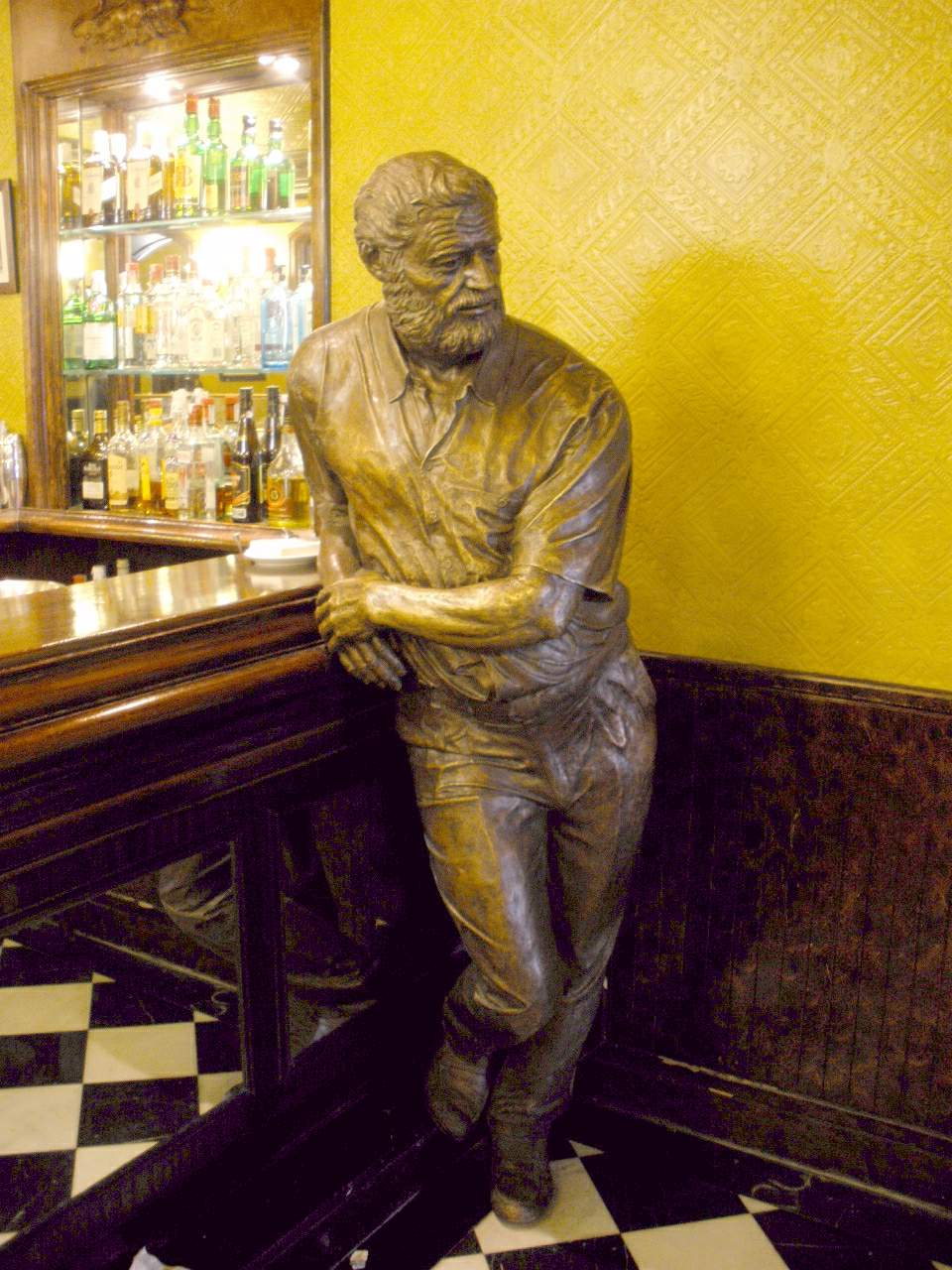
Estatua de Hemingway en el Café Iruña (Pamplona, España)
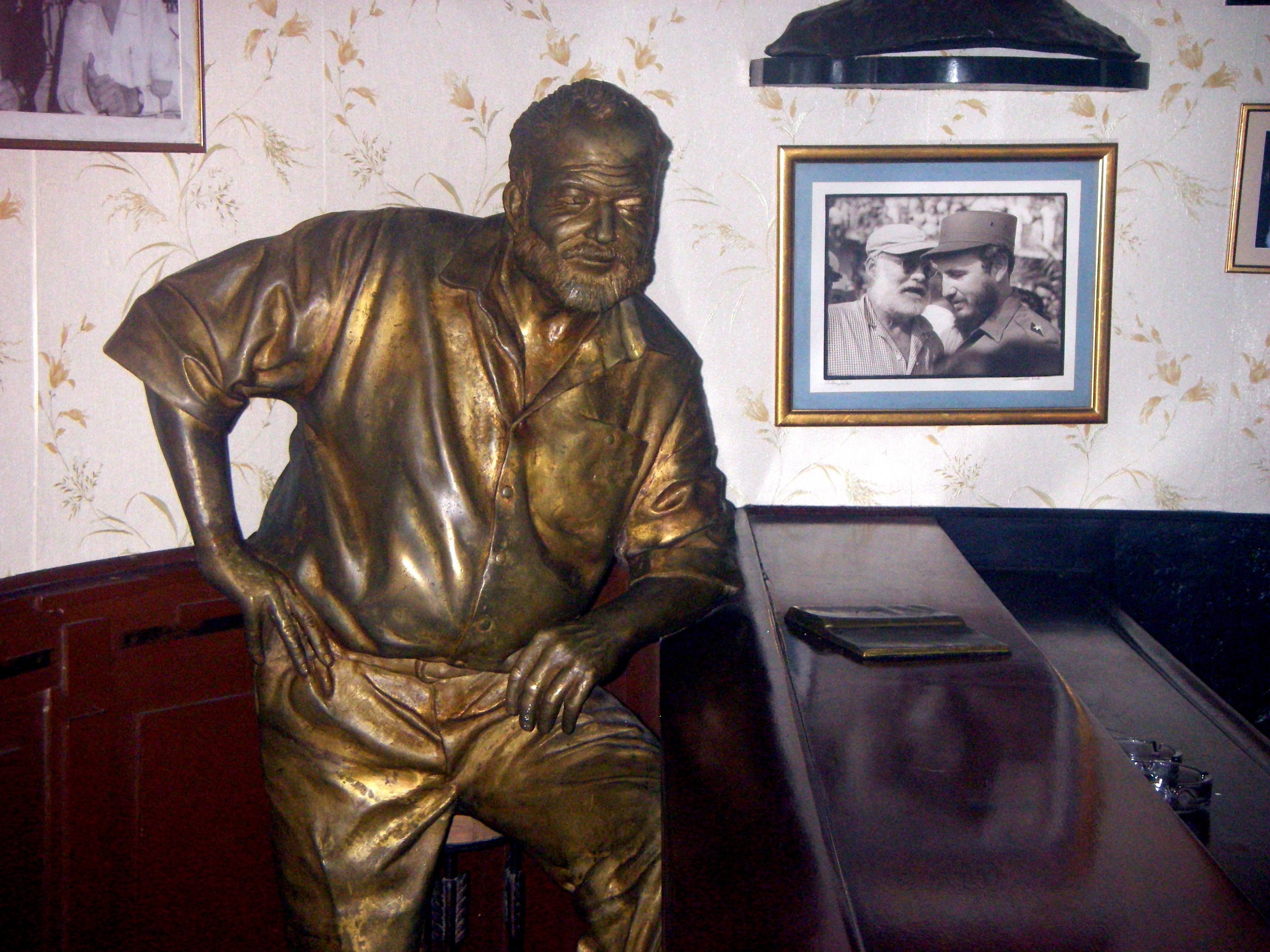
Estatua de Hemingway en la Floridita (La Habana, Cuba)

Aunque llevaba visitando la ciudad en fiestas desde 1923, no fue objeto de reconocimiento hasta que ganó el Premio Nobel de 1954 y fue recibido como una celebridad en la ciudad. Aun así, en 1966, el Ayuntamiento de Pamplona, a título póstumo, le concedió el Pañuelo de Honor.

## Descripción
El conjunto está formado por un bloque de granito procedente de la sierra de Guadarrama actuando de pedestal que «esboza de manera sintética el torso y brazos del escritor y periodista estadounidense». Está con los brazos cruzados, apoyados, en una posición típica suya observando los toros desde la barrera. El granito transmite con su fortaleza la dureza de la expresión del novelista. Sobre el granito, un busto en bronce acoplado a su jersey de cuello vuelto (una prenda que en la Pamplona estival y festiva no habría llegado a usar). El bronce traza «un rostro de rasgos más realistas» en plena madurez.
El escultor catalán autor del monumento, Luis Sanguino, está «considerado como uno de los principales representantes del realismo escultórico dentro y fuera de nuestras fronteras.» En la obra escultórica del escultor, gran aficionado taurino, destaca como principal rasgo de su producción el «carácter figurativo al que en ocasiones imprime un acabado impresionista, mientras que en otras es más clásico.»